# Pöchlarn
Pöchlarn é um município da Áustria localizado no distrito de Melk, no estado de Baixa Áustria.

## Geografia
Ocupa uma área de 17,95 km². 16,47 por centos da superfície são arborizados.

### Subdivisões
A freguesia tem seis Katastralgemeinden:
- Brunn
- Ornding
- Pöchlarn
- Rampersdorf
- Röhrapoint
- Wörth

### Conselho Municipial
- ÖVP 11
- SPÖ 9
- Os Verdes 2
- FPÖ 1